# Butz (Pudel)

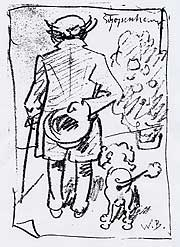
Schopenhauer und Butz

Butz (* um 1850; † nach dem 21. September 1860) war der letzte Pudel des Philosophen Arthur Schopenhauer.

## Leben
Schopenhauer, der seit seinen Studentenjahren Pudel gehalten hatte, schaffte sich als letztes Tier dieser Art den braunen „Butz“ an. Herr und Hund gehörten zum Frankfurter Straßenbild und verkehrten unter anderem im Englischen Hof, wo Schopenhauer sein Mittagessen einzunehmen pflegte. Musste er das Tier schelten, so nannte er es Mensch, lobte er den Pudel, so titulierte er ihn als Atman.
Nachdem im Jahr 1851 die Parerga und Paralipomena sich zum Bestseller entwickelt hatten, wuchs Schopenhauers Popularität. Aus Verehrung für den Philosophen kauften sich manche Frankfurter Bürger ebenfalls einen Pudel.

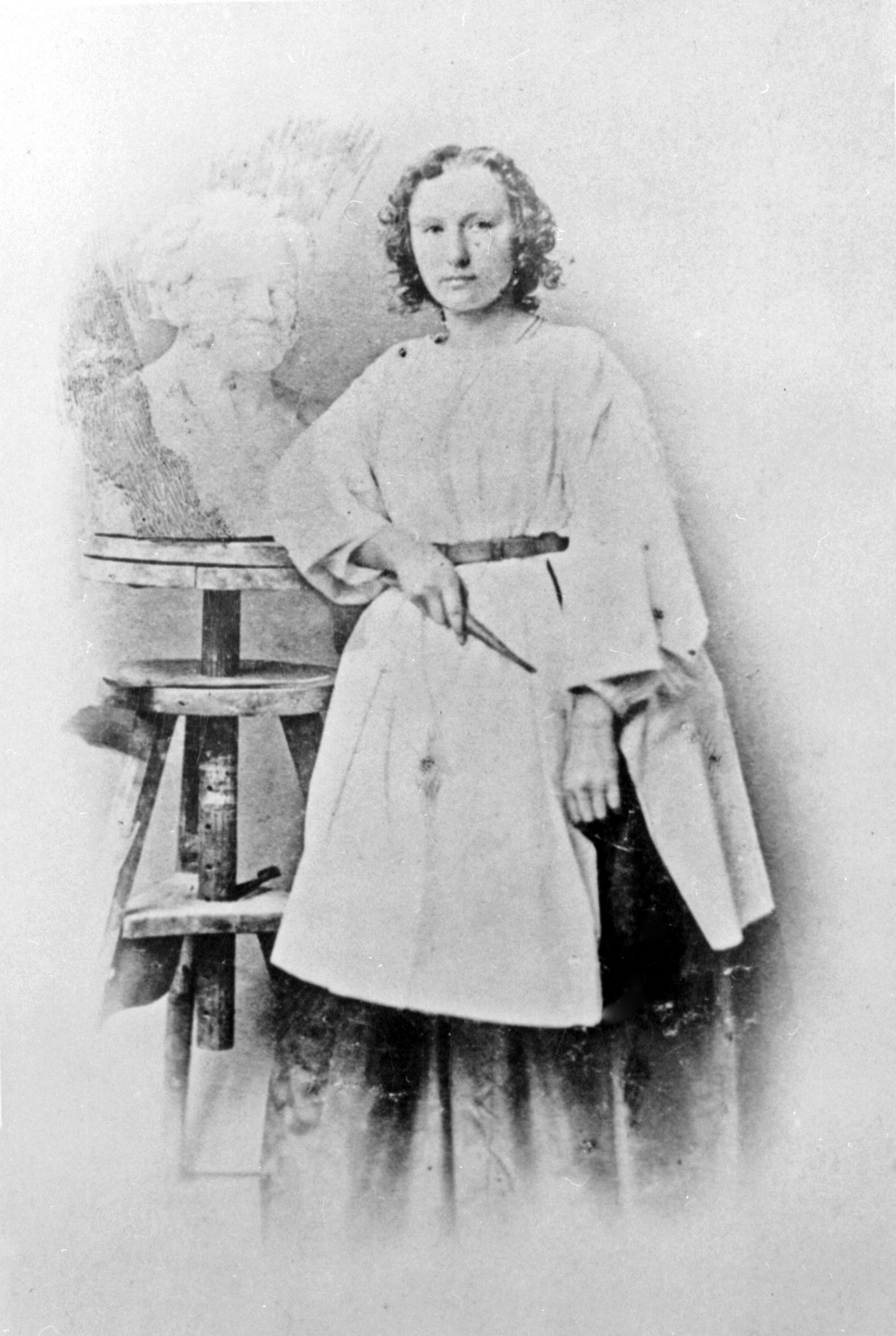
Elisabet Ney und die Schopenhauerbüste

Schopenhauer, der seit 1843 im Haus Schöne Aussicht 17 gelebt hatte, musste 1859 nach einem Streit mit seinem Hauswirt wegen des Pudels ins Nachbarhaus mit der Adresse Schöne Aussicht 16 umziehen. Im selben Jahr schuf die Bildhauerin Elisabet Ney eine Büste Schopenhauers und ein Abbild des Hundes. Auch Wilhelm Busch verewigte Schopenhauers Pudel in einem Bild; Georg Klein und Michael Jordan schufen Comicstrips mit dem Titel Butz & Schopenhauer.
Butz gehörte zu dem Erbe, das Schopenhauer seiner Magd Margaretha Schnepp zugedacht hatte. Außer dem Hund und der Auflage, diesen zu pflegen, umfasste das Vermächtnis sämtliche Möbel, einige weitere Haushaltsgegenstände und eine Rente. Ersatzweise, falls Margaretha Schnepp sich weigern sollte, Butz zu versorgen, hatte Schopenhauer Dr. Emden als zukünftigen Besitzer des Tieres vorgesehen.